# Psychotria levuensis
Psychotria levuensis är en måreväxtart som beskrevs av John Wynn Gillespie. Psychotria levuensis ingår i släktet Psychotria och familjen måreväxter. Inga underarter finns listade i Catalogue of Life.